# III wojna Brytyjczyków z Aszanti
III wojna Brytyjczyków z Aszanti miała miejsce w latach 1893–1894.
Nowy Asantehene Prempeh I, prawdopodobnie w celu wzmocnienia królestwa wysłał swoje oddziały na brytyjskie i inne lokalne terytoria. Brytyjczycy byli zaniepokojeni, że te działania mogłyby sprowokować Niemców w Togo albo Francuzów na Wybrzeżu Kości Słoniowej do najazdu na Aszanti. Dlatego Brytyjczycy zdecydowali się przenieść Aszanti pod bezpośrednią brytyjską kontrolę jaką był protektorat. Zadanie to wykonano po kilku krwawych potyczkach.